# Austauschtheorie
Die Austauschtheorie (Exchange theory) bezeichnet die Erklärung des Verhaltens in sozialen Beziehungen auf der Grundlage von Belohnungen und Kosten, die in der Interaktion von zwei oder mehr Interaktionspartnern entstehen. Es gibt verschiedene Versionen der Austauschtheorie. Die bestausgearbeitete wurde von John W. Thibaut und Harold H. Kelley vorgelegt. Besonders in der Soziologie und Wirtschaftswissenschaft wird der Ansatz von George C. Homans (1961) beachtet (s. Fischer & Wiswede, 2009).

## Interdependenz
Für die Analyse von Kosten und Belohnungen ist die Unterscheidung zwischen selbst gezeigtem Verhalten und Verhalten anderer von Bedeutung, so ist zum Beispiel laute Ausgelassenheit für eine Feier positiv, für die Nachbarn jedoch negativ. Interdependenz bedeutet, dass die Kosten und Belohnungen einer Partei zumindest teilweise von den Verhaltensweisen der anderen Partei abhängen und umgekehrt (Interdependenztheorie). Bei einer bestehenden Interdependenz (z. B. zwischen Nachbarn) entsteht das Problem der Koordination unter den beteiligten Personen mit dem Ziel, möglichst hohe Belohnungen zu erreichen und Kosten zu vermeiden (Interessenkonflikt). Neben Rücksichtnahme und Durchsetzung eigener Interessen besteht auch die Möglichkeit, einen Kompromiss anzustreben (z. B. einigen sich die Nachbarn darauf, dass sie gelegentliche laute Feiern gegenseitig tolerieren).

## Subjektive Bewertung von Kosten und Belohnungen
Kosten und Belohnungen gehen als subjektive Bewertungen in die Austauschtheorie ein. Nicht objektive Schwierigkeiten oder Vorteile, sondern deren subjektive Bewertungen bestimmen darüber, ob eine soziale Beziehung als belohnend eingeschätzt wird oder nicht. Die Austauschtheorie beruht auf der Annahme, dass Menschen sich in sozialen Beziehungen rational verhalten und die Handlungsalternative bevorzugen, die die günstigsten Konsequenzen erwarten lässt (Spieltheorie).
Kosten (K) und Belohnungen (B) können zum Zweck der Vereinfachung auf einer gemeinsamen Skala der Güte der Konsequenzen zusammengefasst werden, in die zusätzlich entgangene Belohnungen (Balt), die in anderen Beziehungen zur Verfügung gestanden hätten, und ersparte Kosten (Kalt), die in anderen Beziehungen entstanden wären, berücksichtigt werden können:
Güte der Konsequenzen = B - K - Balt + Kalt
Die Güte der Konsequenzen ist hoch, wenn Belohnungen und ersparte Kosten hoch, und Kosten und entgangene Belohnungen niedrig sind. Wenn eine Person zwischen mehreren Handlungsalternativen wählen kann, wird sie voraussichtlich die Alternative bevorzugen, bei der die Güte der Konsequenzen am höchsten ist.

## Implikationen der Austauschtheorie für das Verbleiben in Beziehungen
Zwei weitere Konzepte der Austauschtheorie sind Vergleichsniveau für Alternativen (CLalt) und das Vergleichsniveau (CL). Das Vergleichsniveau für Alternativen, das sich als Differenz zwischen entgangenen Belohnungen und ersparten Kosten auffassen lässt, gibt den Standard an, an dem sich eine Person orientiert, um über ihr Bleiben in der Beziehung oder das Verlassen der Beziehung zu entscheiden. Dagegen bezieht sich das Vergleichsniveau auf die Erwartungen über die Höhe von Belohnungen und Kosten in einer Beziehung aufgrund von früheren Erfahrungen mit vergleichbaren Beziehungen und von beobachteten Erfahrungen in Bezugsgruppen. Erfahrungen, die in relativ unähnlichen Situationen in der Vergangenheit entstanden sind, werden bei der Einschätzung des Vergleichsniveaus weniger stark gewichtet als Erfahrungen, die in relativ ähnlichen Situationen entstanden sind.
Liegen die Konsequenzen in der jetzigen Beziehung über dem CL, so werden diese positiv bewertet, liegen sie dagegen unter dem CL, so resultiert eine ungünstige Bewertung. Das Vergleichsniveau für Alternativen beeinflusst die soziale Abhängigkeit und das Verbleiben in der Beziehung, das Vergleichsniveau die Zufriedenheit.
Die Austauschtheorie beinhaltet somit die Prognose, dass eine romantische Beziehung auch dann aufrechterhalten wird, wenn Unzufriedenheit überwiegt. Dies sollte dann der Fall sein, wenn die erwarteten Konsequenzen in alternativen Beziehungen unter denen liegen, die in der aktuellen Beziehung wahrgenommen werden.

## Weiterentwicklung der Austauschtheorie zur sozialen Interdependenztheorie
Die Austauschtheorie wurde als soziale Interdependenztheorie weiterentwickelt (Kelley et al., 2003). Diese beinhaltet die Unterscheidung zwischen der effektiven Matrix und der gegebenen Matrix. Während Letztere die Konsequenzen beinhaltet, die dem Eigeninteresse entsprechen, stellt Erstere die transformierten Konsequenzen dar. Die Transformation beruht auf dem Einfluss von sozialen Motiven. Das betrifft beispielsweise die Maximierung des gemeinsamen Gewinns (Kooperation) oder die Maximierung des Abstands zwischen sich und dem Partner zu den eigenen Gunsten (Wettbewerb). Hingegen entspricht die gegebene Matrix der individuellen Bewertung der Konsequenzen, die die Konsequenzen des Partners ignoriert. Die Interdependenztheorie führt die Bewertung der Interaktion auf soziale und individuelle Faktoren zurück.

## Anwendungsfelder
Die Austauschtheorie wird in der Sozialpsychologie, der Soziologie, der Ökonomie und der Anthropologie vertreten. Eine Anwendung auf enge Beziehungen, die im Übrigen schon durch Thibaut & Kelley (1959) antizipiert wurde, findet sich in dem Investmentmodell enger Beziehungen.